# Chrysopteron
Chrysopteron és un subgènere de ratpenats del gènere Myotis, dins de la família dels vespertiliònids. Aquest grup conté tres espècies. A part de M. welwitschii, que viu a Àfrica, totes les espècies d'aquest grup viuen al sud-est asiàtic. Tendeixen a ocupar hàbitats tropicals.